# Fête foraine d'Orléans
 (novembre 2018).
La fête foraine d'Orléans est une fête foraine française organisée par la ville d'Orléans via Orléans Métropole événementiel située dans le département du Loiret en région Centre-Val de Loire.
La fête a lieu chaque année pendant trois semaines entre la fin du mois de mai et le début du mois de juin, juste après le Set Electro d'Orléans, déménagera à Fleury-les-Aubrais à partir de 2019.

## Situation et accès
La fête foraine d'Orléans se déroule depuis 2019 sur le site stade de la Vallée à proximité du Chapit'O dans la commune de Fleury-les-Aubrais.
L'accès s'effectue via les lignes de bus 11 et CO via l'arrêt Petit-Pré et Chapit'O, la route départementale 2020 ou la rue Fernand et Marcelle Rivière.

## Historique
La fête foraine puisait son origine dans les boulevards du centre-ville.
À la fin du XIXe siècle, la fête change d'emplacement pour s'installer dans le quartier du théâtre d'Orléans.
À partir de 1974, elle quitte le centre-ville pour s'installer sur le parking du parc des expositions et des congrès d'Orléans.
Depuis l'édition de 2019 et à la suite de la démolition du parc des expositions, la fête foraine se déroule sur le site du stade de la Vallée, à Fleury-les-Aubrais.
Mais en 2020 et 2021, la fête fut annulée a cause de la crise sanitaire.

### Affaire du train fantôme"Horror Show"
Le 31 mai 2014 a lieu un grave accident : un des wagons du train fantôme Horror Show chute de 4 mètres, entraînant avec deux adolescentes de 15 et 19 ans. Celles-ci sont dans le coma pendant une semaine, et souffrent de graves traumatismes crâniens. Une expertise a démontré des défauts de montage dudit train fantôme. Le propriétaire de l'attraction a été mis en examen, ainsi qu'un de ses employés. Six mois ferme ont été requis contre le premier, quatre contre le second, lors de l'audience du 29 novembre 2016 ; le jugement sera rendu le 17 janvier 2017,.